# Chrīstos Zafeirīs
Chrīstos Zafeirīs (in greco Χρήστος Ζαφείρης?; Atene, 23 febbraio 2003) è un calciatore greco con cittadinanza norvegese, centrocampista dello Slavia Praga e della nazionale greca.

## Biografia
Nato in Grecia, si è trasferito in Norvegia nel 2012.

## Carriera

### Club
Cresciuto nel settore giovanile del Vålerenga, inizia la carriera professionistica con il Grorud. Il 20 agosto 2021 viene acquistato dall'Haugesund, con cui firma un quadriennale, restando tuttavia in prestito al Grorud fino al termine della stagione. Il 29 gennaio 2023 si trasferisce allo Slavia Praga, con cui si lega fino al 2027.

### Nazionale
Nel 2023 è stato convocato, con la nazionale Under-21 norvegese, per l'Europeo di categoria.
Successivamente decide di rappresentare la Grecia (in precedenza aveva militato nell'under-16 dei greci), con cui esordisce il 7 settembre 2024 nel successo per 3-0 in Nations League contro la Finlandia.

## Statistiche

### Presenze e reti nei club
Statistiche aggiornate al 1º ottobre 2023.
| Stagione            | Squadra             | Campionato          | Campionato | Campionato | Coppe nazionali | Coppe nazionali | Coppe nazionali | Coppe continentali | Coppe continentali | Coppe continentali | Altre coppe | Altre coppe | Altre coppe | Totale | Totale | Totale |
| Stagione            | Squadra             | Comp                | Pres       | Reti       | Comp            | Pres            | Reti            | Comp               | Pres               | Reti               | Comp        | Pres        | Reti        | Pres   | Reti   |        |
| ------------------- | ------------------- | ------------------- | ---------- | ---------- | --------------- | --------------- | --------------- | ------------------ | ------------------ | ------------------ | ----------- | ----------- | ----------- | ------ | ------ | ------ |
| 2020                | Grorud              | 1D                  | 20         | 0          | -               | -               | -               |                    | -                  | -                  |             | -           | -           | 20     | 0      |        |
| 2021                | Grorud              | 1D                  | 27         | 2          | CN              | 3               | 1               |                    | -                  | -                  |             | -           | -           | 30     | 3      |        |
| Totale Grorud       | Totale Grorud       | Totale Grorud       | 47         | 2          |                 | 3               | 1               |                    | -                  | -                  |             | -           | -           | 50     | 3      |        |
| 2022                | Haugesund           | ES                  | 29         | 4          | CN              | 3               | 1               | -                  | -                  | -                  |             | -           | -           | 32     | 5      |        |
| gen.-giu. 2023      | Slavia Praga        | 1L                  | 15         | 1          | CRC             | 3               | 0               | UECL               | -                  | -                  | -           | -           | -           | 18     | 1      |        |
| 2023-2024           | Slavia Praga        | 1L                  | 10         | 1          | CRC             | 0               | 0               | UEL                | 5                  | 0                  |             | -           | -           | 15     | 1      |        |
| Totale Slavia Praga | Totale Slavia Praga | Totale Slavia Praga | 25         | 2          |                 | 3               | 0               |                    | 5                  | 0                  |             | -           | -           | 33     | 2      |        |
| Totale carriera     | Totale carriera     | Totale carriera     | 101        | 8          |                 | 9               | 2               |                    | 5                  | 0                  |             | -           | -           | 115    | 10     |        |

### Cronologia presenze e reti in nazionale
| Cronologia completa delle presenze e delle reti in nazionale ― Grecia | Cronologia completa delle presenze e delle reti in nazionale ― Grecia | Cronologia completa delle presenze e delle reti in nazionale ― Grecia | Cronologia completa delle presenze e delle reti in nazionale ― Grecia | Cronologia completa delle presenze e delle reti in nazionale ― Grecia | Cronologia completa delle presenze e delle reti in nazionale ― Grecia | Cronologia completa delle presenze e delle reti in nazionale ― Grecia | Cronologia completa delle presenze e delle reti in nazionale ― Grecia |
| Data                                                                  | Città                                                                 | In casa                                                               | Risultato                                                             | Ospiti                                                                | Competizione                                                          | Reti                                                                  | Note                                                                  |
| --------------------------------------------------------------------- | --------------------------------------------------------------------- | --------------------------------------------------------------------- | --------------------------------------------------------------------- | --------------------------------------------------------------------- | --------------------------------------------------------------------- | --------------------------------------------------------------------- | --------------------------------------------------------------------- |
| 7-9-2024                                                              | Il Pireo                                                              | Grecia                                                                | 3 – 0                                                                 | Finlandia                                                             | UEFA Nations League 2024-2025 - 1º turno                              | -                                                                     | 65’ 90+3’                                                             |
| 10-9-2024                                                             | Dublino                                                               | Irlanda                                                               | 0 – 2                                                                 | Grecia                                                                | UEFA Nations League 2024-2025 - 1º turno                              | -                                                                     | 67’                                                                   |
| 10-10-2024                                                            | Londra                                                                | Inghilterra                                                           | 1 – 2                                                                 | Grecia                                                                | UEFA Nations League 2024-2025 - 1º turno                              | -                                                                     | 66’                                                                   |
| 13-10-2024                                                            | Atene                                                                 | Grecia                                                                | 2 – 0                                                                 | Irlanda                                                               | UEFA Nations League 2024-2025 - 1º turno                              | -                                                                     | 72’                                                                   |
| 14-11-2024                                                            | Amarousio                                                             | Grecia                                                                | 0 – 3                                                                 | Inghilterra                                                           | UEFA Nations League 2024-2025 - 1º turno                              | -                                                                     | 62’                                                                   |
| 20-3-2025                                                             | Il Pireo                                                              | Grecia                                                                | 0 – 1                                                                 | Scozia                                                                | UEFA Nations League 2024-2025 - Play-off                              | -                                                                     | 72’                                                                   |
| 23-3-2025                                                             | Glasgow                                                               | Scozia                                                                | 0 – 3                                                                 | Grecia                                                                | UEFA Nations League 2024-2025 - Play-off                              | -                                                                     |                                                                       |
| 7-6-2025                                                              | Candia                                                                | Grecia                                                                | 4 – 1                                                                 | Slovacchia                                                            | Amichevole                                                            | -                                                                     | 64’                                                                   |
| 10-6-2025                                                             | Heraklion                                                             | Grecia                                                                | 4 – 0                                                                 | Bulgaria                                                              | Amichevole                                                            | -                                                                     | 73’                                                                   |
| Totale                                                                |                                                                       | Presenze                                                              | 9                                                                     |                                                                       | Reti                                                                  | 0                                                                     |                                                                       |

## Palmarès

### Club

#### Competizioni nazionali
- Campionato ceco: 1

Slavia Praga: 2024-2025
- Coppa della Repubblica Ceca: 1

Slavia Praga: 2022-2023